# 八八艦隊案
八八艦隊案（はちはちかんたいあん）は、大日本帝国海軍の海軍軍備計画。

八八艦隊整備計画の最終段階である。

ただし本案成立時には、帝国海軍はすでにさらなる拡充計画として八八八艦隊計画を構想していた。

## 計画内容

### 大正九年度計画
- 計画年次

大正九年度より同十六年度までの八ヵ年計画。
- 計画概要

艦艇103隻建造。
- 予算総額

艦艇建造予算：5億6484万9280円

### 航空隊整備計画
八六艦隊案の航空隊整備計画をさらに拡充し、計17隊の整備計画に再編した。
- 計画年次

計画継続年限は大正十一年度までで変更なし。
- 計画概要

航空隊を9隊追加し、計17隊とする。
- 予算総額

航空隊整備予算：2000万円を追加する。

## 艦艇
- 戦艦 - 4隻（4万1000t、3724万8500円×4）
  - 紀伊型 ※ 1番艦･2番艦には建造命令が出されたが、全艦ワシントン軍縮条約の結果、建造中止となった。

紀伊、尾張、第13号、第14号
※ 艦名は第13号艦を駿河、第14号艦を近江とする説もある
- 巡洋戦艦 - 4隻（4万1000t、3742万4800円×4）
  - 第八号型[2] ※ 全艦ワシントン軍縮条約の結果、建造中止となった。

第8号、第9号、第10号、第11号
- 航空母艦 - 2隻（1万2500t、718万7500円×2）
  - 翔鶴[3]他1隻 ※ ワシントン軍縮条約の結果、割り当てられた空母の排水量の関係から、天城・赤城を空母に改装するのと引き換えに計画中止となった。

- 巡洋艦 - 12隻（大型：8000t、803万9200円×4、中型：5500t、601万9750円×8）
  - 川内型

川内、神通、那珂
※ 他に大型巡洋艦4隻、中型巡洋艦5隻がワシントン軍縮条約の結果、計画変更の対象となった。
- 駆逐艦 - 32隻（大型：1350t、220万8465円×22、中型：850t、156万2215円×10）
  - 神風型

第7（松風）、第9（旗風）
※ 他に一等駆逐艦20隻、二等駆逐艦10隻がワシントン軍縮条約の結果、計画変更の対象となった。
- 潜水艦 - 28隻（大型：1000t、275万円×28）

※ 全艦ワシントン軍縮条約の結果、計画変更の対象となった。
- 砲艦 - 5隻（大型：1000t、109万4500円×1、小型：300t、32万8350円×4）
  - 安宅
  - 勢多型

勢多、比良、保津、堅田
- 水雷母艦 - 2隻（1万4500t、290万円×2）
  - 迅鯨型

迅鯨、長鯨
※ ワシントン軍縮条約の結果、排水量10,000トン以下に計画変更となった。
- 敷設船 - 1隻（3000t、150万円×1）

※ ワシントン軍縮条約の結果、計画変更の対象となった。
- 工作艦 - 1隻（1万9000t、285万円×1）

※ ワシントン軍縮条約の結果、計画変更の対象となった。
- 給油船 - 6隻（7500t、225万円×6）
  - 神威

※ 6隻計画中1隻が砕氷艦『大泊』に変更、1隻が給糧艦に変更され、残り3隻と共にワシントン軍縮条約の結果、計画変更の対象となった。
- 掃海船 - 6隻（700t、70万円×6）
  - 1号型

第1号、2、3
※ 他に3隻がワシントン軍縮条約の結果、計画変更の対象となった。

## 航空隊
一連の計画により、実用15隊（横須賀5隊、呉4隊、佐世保5隊、舞鶴1隊）、練習2隊の計17隊を開隊した。